# Campionati mondiali di slittino 1955
I Campionati mondiali di slittino 1955, prima edizione della manifestazione organizzata dalla Federazione Internazionale di Bob e Skeleton, si tennero il 5 e 6 febbraio 1955 ad Oslo, in Norvegia, sulla pista Korketrekkeren, la stessa sulla quale si svolsero le competizioni del bob ai Giochi di Oslo 1952, e furono disputate gare in tre differenti specialità: nel singolo uomini ed in quello donne e nel doppio.
Dominatrice della manifestazione fu la squadra austriaca, capace di conquistare due titoli e ben sei medaglie sulle nove assegnate in totale.

## Risultati

### Singolo uomini
Alla gara presero parte 40 atleti in rappresentanza di 8 differenti nazioni ed il titolo fu conquistato dall'atleta di casa Anton Salvesen, davanti ai tre austriaci Josef Thaler, Josef Isser e Paul Aste.
| Pos. | Atleti             | Nazione        |
| ---- | ------------------ | -------------- |
|      | Anton Salvesen     | Norvegia       |
|      | Josef Thaler       | Austria        |
|      | Josef Isser        | Austria        |
| 4    | Paul Aste          | Austria        |
| 5    | Alf Large          | Norvegia       |
| 6    | Heinrich Isser     | Austria        |
| 7    | Erhard Grundmann   | Germania Ovest |
| 8    | Gunnar Böhn jr.    | Norvegia       |
| 9    | Wilhelm Lache      | Austria        |
| 10   | Mogens Christensen | Norvegia       |

### Singolo donne
Alla gara presero parte 12 atlete in rappresentanza di 6 differenti nazioni ed il titolo fu conquistato dall'austriaca Karla Kienzl, davanti alla connazionale Maria Isser ed alla tedesca occidentale Marianne Bauer.
| Pos. | Atleti                  | Nazione        |
| ---- | ----------------------- | -------------- |
|      | Karla Kienzl            | Austria        |
|      | Maria Isser             | Austria        |
|      | Marianne Bauer          | Germania Ovest |
| 4    | Lotte Scheimpflug       | Italia         |
| 5    | Gerda Cegnar            | Austria        |
| 6    | Barbara Gorgón          | Polonia        |
| 7    | May Torriani            | Svizzera       |
| 8    | Wilhelmina Schmidtbauer | Germania Ovest |
| 9    | Gertrud Engelke         | Germania Ovest |
| 10   | Erika Schiller          | Germania Ovest |

### Doppio
Alla gara presero parte 28 atleti in rappresentanza di 5 differenti nazioni ed il titolo fu conquistato dagli austriaci Hans Krausner e Josef Thaler, quest'ultimo già a medaglia nel singolo, davanti ai due fratelli anch'essi austriaci Josef e Maria Isser, a loro volta entrambi a podio nella gara monoposto, ed alla coppia tedesca occidentale formata da Josef Strillinger e Fritz Nachmann.
| Pos. | Atleti                           | Nazione        |
| ---- | -------------------------------- | -------------- |
|      | Hans Krausner Josef Thaler       | Austria        |
|      | Josef Isser Maria Isser          | Austria        |
|      | Josef Strillinger Fritz Nachmann | Germania Ovest |
| 4    | Gunnar Böhn jr. Sverre Thuve     | Norvegia       |
| 5    | Arne Holst Sverre Lorentzen      | Norvegia       |
| 6    | Anton Salvesen Harald Large      | Norvegia       |
| 7    | Paul Aste Heinrich Isser         | Austria        |
| 8    | Orhulf Hodne Johannes Brennhovd  | Norvegia       |
| 9    | Josef Mayr Erhard Grundmann      | Germania Ovest |
| 10   | Walter Hofer Erika Leitner       | Italia         |

## Medagliere
| Posizione | Nazione        | Oro | Argento | Bronzo | Totale |
| --------- | -------------- | --- | ------- | ------ | ------ |
| 1         | Austria        | 2   | 3       | 1      | 6      |
| 2         | Norvegia       | 1   | 0       | 0      | 1      |
| 3         | Germania Ovest | 0   | 0       | 2      | 2      |
| Totale    | Totale         | 3   | 3       | 3      | 9      |